# 南埃利奧特 (緬因州)
南埃利奧特（英語：South Eliot）是位於美國緬因州約克縣的一個普查規定居民點。

## 人口
根據2020年美國人口普查的數據，南埃利奧特的面積為19.70平方千米，當中陸地面積為18.63平方千米，而水域面積為1.06平方千米。當地共有人口3719人，而人口密度為每平方千米188.78人。